# Apantesis floridana
Apantesis floridana är en fjärilsart som beskrevs av Samuel E. Cassino 1918. Apantesis floridana ingår i släktet Apantesis och familjen björnspinnare. Inga underarter finns listade i Catalogue of Life.